# Sukamulia (Sukamulia)
Sukamulia is een bestuurslaag in het regentschap Oost-Lombok van de provincie West-Nusa Tenggara, Indonesië. Sukamulia telt 2983 inwoners (volkstelling 2010).